# Psalm 24
Der 24. Psalm (= Psalm 23 nach der Zählung der Septuaginta und Vulgata) ist ein Psalm aus dem biblischen Buch der Psalmen. Er ist David zugeordnet und inhaltlich von der Theologie des Jerusalemer Tempels geprägt.

## Struktur
Der Psalm wird üblicherweise in drei Teile gegliedert:
1. Vers 1–2 EU: Kurzer Hymnus mit Bekenntnis zu JHWH als König der ganzen Erde (ליהוה – „JHWH gehört“ die Welt)
2. Vers 3–6 EU: „Tora-Liturgie“: Wechselgesang zwischen Laien und Priestern am Eingang des Tempels
  1. Vers 3: Laien: Wer darf den Tempel betreten?
  2. Vers 4: Priester: zählt notwendige Eigenschaften auf
  3. Vers 5 f.: Priester: Verheißung JHWHs für die eintretenden Laien
3. Vers 7–10 EU: Liturgie (Wechselgesang). JHWH selber will den Tempel betreten.

Diese Aufteilung wird auch durch die poetische Struktur unterstrichen: Die Verse 1–2 sind durch ein Versmaß von Doppeldreiern geprägt. Vers 3–6 haben ein unregelmäßiges Metrum und Vers 7–10 wieder ein Versmaß von Dreiern mit einem abschließenden Rhythmus 3–2–2 in Vers 10.
Da die drei Teile relativ selbständig erscheinen, wird bisweilen angenommen, dass sie redaktionell zu einer Einheit verbunden wurden. Insbesondere die Zäsur zwischen Vers 6 und 7 hat einige Kommentatoren dazu geführt, in 1–6 und 7–10 zwei ursprünglich selbständige Psalmen zu erkennen.

## Datierung
Der Psalm wird mindestens für die Verse 7–10 in die israelitische Königszeit datiert, wenn auch nicht bis in deren früheste Phase (König Salomo). Erich Zenger nimmt an, dass die vorliegende Komposition erst in exilischer Zeit, also im 6. Jh. v. Chr. entstand.
Die Überschrift in Vers 1 „לדוד מזמור“ („von/für David, ein Lied“) weist den Psalm dem König David zu. Daraus lässt sich jedoch nicht schließen, dass David tatsächlich sein Autor war. Vielmehr handelt es sich bei dieser Zuschreibung um eine Aussage zur Bedeutung des Psalms für das Volk Israel und dessen Verankerung im davidischen Königtum.
Die in der Septuaginta hinzugefügte Überschrift „τῆς μιᾶς σαββάτων“ („des ersten Sabbats“ = „des ersten Tages der Woche“) verweist auf einen späteren Gebrauch des Psalms im jüdischen Gottesdienst. Daran wurde auch in rabbinischer Tradition festgehalten, was auf seinen festen Platz in der Kultliturgie hindeutet.

## Rezeption
Der Psalm dient – insbesondere mit den Versen 7–10 – im Wortlaut der Lutherbibel Machet die Tore weit als Textgrundlage einer Reihe adventlicher Vokalwerke, so einem geistlichen Konzert von Samuel Scheidt, Chorsätzen von Andreas Hammerschmidt, Sebastian Knüpfer, Jakob Heinrich Lützel, und Albert Becker, Kantaten von Johann Schelle, Christian Ludwig Boxberg, Georg Philipp Telemann und Christoph Graupner, Motetten von Samuel Rühling (auch Heinrich Schütz zugeschrieben) und Gottfried August Homilius sowie einem Adventslied von Kurt Rommel und einem Kanon von Maria Monninger.
Den gleichen Text hat Georg Friedrich Händel in seinem Oratorium Messiah im Chor „Lift up your heads“ (Nr. 30) verarbeitet.
Der Psalm bildet auch die Grundlage für das deutsche Adventslied Macht hoch die Tür, die Tor macht weit. Das Lied interpretiert den Einzug JHWHs in seinen Tempel als Ankunft Jesu Christi in der Welt.
Aufgrund der vielen bekannten Vertonungen von Hammerschmidt, Telemann etc. wird Machet die Tore weit auch als Titel etlicher Adventsmusik-Alben verwendet.